# Vaasa
Vaasa [ˈvɑːsɑ] (šved. Vasa) je grad u zapadnoj finskoj na botničkom zaljevu.
U Vaasi počine i trajektska linija do Umeå, najkraća brodska linija među Finske i Švedske.
Aerodrom je 9 km, na jugoistoku, od centra grada udaljen.

## Povijest
Grad Vaasu osnovao je 1606. od švedski kralj Karl IX. Vasa.
U 18. stoljeću grad je postao sjedište vlastelinskog suda, i dobio je kao prvi finski grad knjižaru. 
Tijekom finskog građanskog rata 1918. godine, grad je bio sjedište Bijelih brigada i glavni grad Finske do oslobođenja Helsinkija.

## Jezici
Vaasa je bilingvalni grad, gdje 71% od svih stanovnika govore finski i manjina od 25% govori švedski. 

## Gradovi prijatelji
| - Malmö (Švedska), 1940 - Harstad, Norveška, 1949. - Helsingør, Danska, 1949. - Kiel, Njemačka, 1967. - Schwerin, Njemačka, 1965. | - Pärnu, Estonija, 1956. - Šumperk, Češka, 1984. - Umeå, Švedska, 1949. - Morogoro, Tanzanija, 1988 |

## Stanovništvo
Promjena stanovništva grada Vaasa.
| - 1983 – 54.297 - 1987 – 53.737 - 1990 – 53.429 - 1997 – 56.277 | - 2000 – 56.737 - 2002 – 56.925 - 2003 – 57.014 - 2004 – 57.030 |

## Znamenitosti
- Evangelička Crkva
- Evangelička Crkva Trojstvo ,
 Pogled s vodotornja
- Pravoslavna Crkva
- Zgrada Općine
- Sud
- Bivši vlastelinski sud u staroj Vaasi (Korsholm), današnja crkva

## Vanjske poveznice
Vodič: Vaasa na Wikivoyageu
- Stranica grada Vaasa  Arhivirana inačica izvorne stranice od 18. studenoga 2013. (Wayback Machine)